# Klaus Gilgenmann
Klaus Gilgenmann (* 30. Juli 1943; † 29. Juni 2012) war ein deutscher Soziologe und politischer Aktivist.

## Leben und Wirken
Gilgenmann studierte von 1963 bis 1970 Soziologie, Psychologie und Erziehungswissenschaften an der Freien Universität Berlin. Damals war er im Umkreis der Kommune I aktiv und wurde am 5. April 1967 zusammen mit Dieter Kunzelmann, Rainer Langhans und Fritz Teufel festgenommen, weil man diese Personen verdächtigte, einen Anschlag auf den amerikanischen Vizepräsidenten Hubert H. Humphrey geplant zu haben. Die Kommunarden mussten allerdings am nächsten Tag aus der U-Haft freigelassen werden. Mit Jan-Carl Raspe und anderen war Gilgenmann im Berliner Landesvorstand des Sozialistischen Deutschen Studentenbunds und gehörte zu den Gründern der Kommune 2, in der es offenbar auch zu sexuellen Übergriffen auf Vorschulkinder kam. Im SDS war Gilgenmann mit Jürgen Horlemann und Peter Gäng führend in dem Anfang 1965 gegründeten SDS-Arbeitskreises „Südvietnam“.
Ab 1970 war Gilgenmann wissenschaftlicher Mitarbeiter am Institut für Soziologie des Fachbereichs Philosophie und Sozialwissenschaften der Freien Universität, wo er 1975 mit einer Studie über die gesellschaftliche Organisation von Bildungsprozessen zum Dr. rer. pol. promovierte. Anschließend wurde er Akademischer Rat am Fachbereich Sozialwissenschaften der Universität Osnabrück, an dem er in Lehre und Forschung bis 2008 auf den Gebieten der Bildungssoziologie, die er im Kontext der funktionalistischen Theorie sozialer Systeme betrachtete, der Allgemeinen Soziologien sowie der Organisationssoziologie tätig war.
Sein hauptsächliches Forschungsinteresse galt einem evolutionstheoretischen Modell des sozialen Wandels, in dem er mikro- und makrotheoretische sozialwissenschaftliche Theorien miteinander verknüpfen wollte. Auch nach seiner Pensionierung 2008 leitete er an der Osnabrücker Universität das von ihm gegründete Sozialwissenschaftliche Kolloquium des Fachbereichs Sozialwissenschaften.

## Veröffentlichungen (Auswahl)

### Bücher
- Die zunehmende Unwahrscheinlichkeit der intergenerativen Kommunikation. Osnabrücker sozialwissenschaftliche Manuskripte, Fachbereich Sozialwissenschaften, Universität Osnabrück 1988
- Pädagogische Kommunikation. Drei Beiträge zur Bildungssoziologie. Osnabrück 1991
- Kulturelle Vererbung: Erziehung und Bildung in evolutionstheoretischer Sicht. Hrsg. mit Peter Mersch, Alfred K. Treml, Books on Demand, Norderstedt 2013, ISBN 978-3-8391-4415-2.

### Artikel
- „Kommunikation - ein Reißverschlußmodell“. In: Soziale Systeme Nr. 3, 1997, Heft 1
- „Homo – socciologicus – sapiens. Zur evolutuonstheoretischen Einbettung soziologischer Menschenmodelle“. In: Zeitschrift für Soziologie, Jahrgang 35, Heft 5, Oktober 2006
- „Autopoiesis und Selbstsozialisation. Zur systemtheoretischen Rekonstruktion von Sozialisationstheorie.“ In: Zeitschrift für Soziologie der Erziehung und Sozialisation 1986